# Državni ruski muzej
Državni ruski muzej (rusko: Государственный Русский музей), nekdaj Ruski muzej njegovega carskega veličanstva Aleksandra III. (rusko: Русский Музей Императора Александра III), na Trgu umetnosti v Sankt Peterburgu, je največji muzej ruske likovne umetnosti na svetu. Je tudi eden največjih umetniških muzejev na svetu s skupno površino več kot 30 hektarjev.

## Ustanovitev
Muzej je bil ustanovljen 13. aprila 1895 po ustoličenju carja Nikolaja II. v spomin na njegovega očeta Aleksandra III.. Njegova prvotna zbirka je bila sestavljena iz umetniških del, ki so jih vzeli iz muzeja Ermitaž, Aleksandrove palače in Carske akademije umetnosti. Naloga prestrukturiranja notranjosti glede na potrebe prihodnje postavitve je bila postavljena Vasiliju Svinyinu. Svečano odprtje je bilo 17. marca 1898. 
Po ruski revoluciji leta 1917 so bile številne zasebne zbirke podržavljene in premeščene v Ruski muzej. Sem spada tudi Črni kvadrat Kazimirja Maleviča.

## Arhitektura
Glavna stavba muzeja je palača Mihajlovski, nekdanja neoklasicistična rezidenca velikega kneza Mihaela Pavloviča, postavljena v letih 1819–25 po načrtu Carla Rossija na Trgu umetnosti v Sankt Peterburgu. Po smrti velikega kneza je rezidenca po njegovi ženi dobila ime palača velike kneginje Elene Pavlovne in je postala znana po številnih gledaliških predstavitvah in plasih.
Nekatere dvorane palače hranijo italijansko razkošno notranjost nekdanje carske rezidence. Med drugimi stavbami in lokacijami, dodeljenimi Ruskemu muzeju, so Poletna palača Petra I. (1710–14) z letnim vrtom, Marmorna palača grofa Orlova (1768–85), grad svetega Mihaela carja Pavla (1797–1801) ), koča Petra Velikega in palača Stroganov na Nevskem prospektu (1752–54).
Projekt stavbe Benois (ali 'Corpus Benua') je v letih 1910-1912 razvil znani ruski arhitekt Leon Benois. Gradnja se je začela leta 1914, vendar jo je prekinila prva svetovna vojna. Po ruski revoluciji je bila leta 1919 dokončana stavba Benoisa. V 1930-ih je bila dodeljena Ruskemu muzeju. 

## Zbirka
Danes zbirka prikazuje rusko umetnost od 10. stoletja do 21. stoletja, ki zajema vse žanre od stare ruske ikone do sodobne umetnosti. 

## Razstava
Etnografski oddelek je bil prvotno postavljen v stavbi, ki jo je leta 1902 zasnoval Vladimir Svinyin. V muzeju so kmalu shranjena darila, ki jih je carjeva družina prejela od predstavnikov ljudstev, ki prebivajo v različnih regijah ruskega cesarstva. Nadaljnje eksponate je Nikolaj II. in drugi člani njegove družine kupil, saj državno financiranje ni bilo dovolj za nakup novih eksponatov. Leta 1934 je etnografski oddelek dobil status neodvisnega muzeja: Ruski muzej etnografije.

## Oddelek v Málagi
Mesto Málaga, v katerem je na tisoče ruskih izseljencev, je podpisalo sporazum o gostovanju prve čezmorske podružnice Državnega ruskega muzeja. Dela, prikazana v Malagi segajo od bizantinskih ikon, navzočih do socialnega realizma sovjetske dobe. Na ogled so na 2300 kvadratnih metrih razstavnega prostora v La Tabacalera, tobačni tovarni iz 20. stoletja. Nov muzej je bil odprt leta 2015.

## Galerija
- Angel z zlatimi lasmi (12. stoletje)
- Dionizij, Srhljiv pekel (1495–1504)
- Simon Ušakov, Mandilion (1658)
- Ivan Nikitin, Malorosijski hetman (1720-ih)
- Dmitry Levitzky, Portret Glafira Alimova (1776)
- Dmitry Levitzki,  Portret grofice Ane Voroncove (c.1790)
- Karl Brullov, Zadnji dan Pompejev (1830–33)
- Ivan Aivazovski, Devet valov (1850)
- Ilja Repin, Kaj svoboda! (1903).
- Ilja Repin, Odgovor Zaporoških kozakov (1880–91)
- Victor Vasnecov, Vitez na križpotju (1882)
- Vasily Surikov, Zavzetje snežnega mesta (1891)
- Isaak Levitan, Jezero (1900)
- Léon Bakst, Starodavna groza (1908)
- Valentin Serov, Portret Ide Rubenstein (1910)
- Boris Kustodijev, Portret  Čaljapina (1921)
- Kasimir Malevič, Črni kvadrat (1923)
- Boris Kustodijev, Kopalka (1921)